# 브론토테리움과
브론토테리움과(Brontotheriidae)는 말, 코뿔소, 맥을 포함하는 말목에 속하는 멸종된 포유류의 한 과이다. 겉으로 보기에는 뼈가 있는 코뿔이 발달한 코뿔소처럼 보였고, 수 톤의 큰 몸집을 가진 최초의 포유류 중 일부였다. 이들은 약 5,600만 년에서 3,400만 년 전, 에오세가 거의 끝날 때까지 살았다. 브론토테리움과는 전북구 분포를 가지고 있었지만 서유럽을 제외하고는 북아메리카, 아시아, 동유럽을 점령했다. 이들은 미시시피주 서쪽에서 발견된 최초의 화석화된 포유류였으며, 사우스다코타주에서 처음 발견되었다.

## 특성 및 진화
브론토테리움과는 "타이타노테레스 (Titanotheres)"라고도 불린다. "티탄"은 힘과 큰 몸집의 상징이었던 신화 속 그리스 신들을 의미하며, "테로스"는 그리스어로 "야생 동물"을 의미한다. "브론토"는 그리스어로 "천둥"을 의미하는데, 이 때문에 "천둥 짐승"이라는 별명을 얻게 된 것일 수 있다.
브론토테리움과는 앞발에 네 개의 발가락을, 뒷발에 세 개의 발가락을 보유하고 있다. 이들의 치아는 비교적 비마모성 식물을 자르는 데 적합하다. 이들의 어금니는 특징적인 W자형 외엽 (외부 전단날)을 가지고 있다. 브론토테리움과 치아에서 관찰되는 마모 패턴은 엽식 식단을 시사한다. 초기 브론토테리움과는 두꺼운 에나멜을 가진 짧은 치아를 가지고 있었지만, 이후 형태는 더 얇은 에나멜을 가진 긴치아 스타일의 치아로 진화했다.
브론토테리움과는 또한 두개골이 눈과 귀 사이에 길쭉한 안와 후두개를 공유했는데, 이는 두개골이 눈과 귀 사이에 길어진다는 것을 의미한다. 또한, 그들은 앞뒤로 축약된 (짧은) 얼굴을 가지고 있었다.
브론토테리움과의 진화 역사는 북아메리카에서 뛰어난 화석 기록으로 잘 알려져 있다. 가장 초기의 브론토테리움과는 추정 체중이 18kg에 불과했다.